# Cedral (Maranhão)
Cedral is een gemeente in de Braziliaanse deelstaat Maranhão. De gemeente telt 10.152 inwoners (schatting 2009).
De gemeente grenst aan Guimarães, Porto Rico do Maranhão en Mirinzal.